# Crasiella
Genre
Crasiella est un genre de gastrotriches de la famille des Planodasyidae.

## Liste des espèces
Selon World Register of Marine Species (24 juin 2025) :
- Crasiella azorrensis Hummon, 2008
- Crasiella clauseni Lee & Chang, 2012
- Crasiella diplura Clausen, 1968
- Crasiella fonseci Hochberg, 2014
- Crasiella indica Rao, 1981
- Crasiella kocoti Araujo & Hochberg, 2023
- Crasiella oceanica d'Hondt, 1974
- Crasiella pacifica Schmidt, 1974
- Crasiella skaia Hummon, 2010

## Systématique
Ce genre a été décrit par Clausen en 1968. Il est placé dans les Planodasyidae par Rao (d) et Clausen en 1970.

## Publication originale
- (de) Clausen, 1968 : « Crasiella diplura gen. et sp. n. (Gastrotricha, Macrodasyoidea) », Sarsia, vol. 33, p. 59-63.